# Conistra albofasciata
Conistra albofasciata là một loài bướm đêm trong họ Noctuidae.